# ایچیجو کانه‌یوشی
ایچیجو کانه‌یوشی (به ژاپنی: 一条 兼良 Ichijō Kaneyoshi); ۷ ژوئن ۱۴۰۲ – ۳۰ آوریل ۱۴۸۱) نویسنده، کوگیو و یک اشراف درباری در دوره موروماچی اهل ژاپن بود. در سال ۱۴۳۲ به مقام سشو رسید و از سال ۱۴۴۷ تا ۱۴۵۳ و همچنین از سال ۱۴۶۷ از ۱۴۷۰ کانپاکو بود.
قبل از شورش اونین، او از احترام همگانی برای فضیلت و دانش خود برخوردار بود، خاندان بزرگ و برجسته داشت و شاید دارای بهترین کتابخانه آن زمان بود.